# 신사동 (관악구)
신사동(新士洞)은 서울특별시 관악구의 행정동이다. 동 이름은 과거에 신림4동이었던 데에서 유래하였다.

## 연혁
- 조선시대 : 경기도 시흥군 동면 서원리(書院里)
- 1914년 4월 1일 : 경기도 시흥군 동면 신림리
- 1963년 1월 1일 : 서울특별시 영등포구 신림동
- 1970년 5월 18일 : 서울특별시 영등포구 신림3동
- 1973년 7월 1일 : 서울특별시 관악구 신림3동
- 1975년 10월 1일 : 신림4동이 신림3동에서 분동[2]
- 2008년 9월 1일 : 신림4동을 신사동으로 개칭[3]

## 법정동
- 신림동

## 교육
- 서울남부초등학교